# Coldplay
Coldplay er et engelsk band, der i genre svinger mellem pop rock og let/alternativ rock. Coldplay er af mange udråbt som et af de vigtigste bands i slutningen af 1990'erne og starten af det nye årtusinde, og nogle sammenligner endda deres status med både Radiohead og U2.
Coldplay har flere gange været i Danmark. Deres første visit var i 2002, hvor de besøgte Midtfyns Festivalen som en del af deres A Rush of Blood to the Head tour. Efterfølgende var de et af hovednavnene på Roskilde Festivalen i 2003. I 2005 lagde bandet vejen forbi København på deres Twisted Logic Tour, hvor de gav koncert i Forum for et publikum på godt og vel 10.000 mennesker. Coldplay var også et af hovednavnene på Roskilde Festival 2009, hvor de spillede som afslutningsnavn søndag aften. Senere indledte Coldplay deres europaturné 2009 i Herning på Messecenter Herning 16. august 2009. D. 28 august 2012 besøgte Coldplay igen København på deres "Mylo Xyloto Tour", hvor de gav koncert i Parken for omkring 50.000, alt udsolgt. Coldplay vendte tilbage til Parken den 5. & 6. juli 2016, for at spille 2 udsolgte koncerter på deres A Head Full Of Dreams tour.

## Bandmedlemmer
- Chris Martin: Forsanger, piano, keyboard, guitar
- Jonny Buckland: Guitar, harmonika, sang
- Guy Berryman: Bas, synthesizer, harmonika, sang
- Will Champion: Trommer/percussion, piano, sang, guitar
- Phil Harvey: Manager

## Diskografi
- Parachutes (2000)
- A Rush of Blood to the Head (2002)
- X&Y (2005)
- Viva la Vida or Death and All His Friends (2008)
- Mylo Xyloto (2011)
- Ghost Stories (2014)
- A Head Full Of Dreams (2015)
- Kaleidoscope EP (2017)
- Everyday Life (2019)
- Music of the Spheres (2021)
- Moon Music (2024)